# Cirrhitichthys aureus
Cirrhitichthys aureus és una espècie de peix pertanyent a la família dels cirrítids que es troba des de l'Índia fins a la badia de Sagami (el Japó) i la Xina. N'hi també un registre del sud d'Indonèsia. És un peix marí, associat als esculls i de clima tropical. És inofensiu per als humans.

## Descripció
- Pot arribar a fer 14 cm de llargària màxima.
- Es diferencia de Cirrhitichthys aprinus per la seua coloració groc brillant quan es veu sota l'aigua.[5][4][6]